# Somogyacsa
Somogyacsa é um município da Hungria, situado no condado de Somogy. Tem 24,46 km² de área e sua população em 2019 foi estimada em 174 habitantes.